# Дон (река, впадает в Северное море)
Дон (англ. Don, гэльск. Deathan) — река длиной 132 км в северо-восточной Шотландии, в округе Абердиншир.

## География
Протекает по долине почти прямиком с запада на восток, соединяется в бухте с рекой Ди и единым потоком впадает в Северное море на территории современного города Абердин. На реке расположены города Алфорд, Инверури и Кинтор.
В Дон впадает Леохал и Тон. Крупнейший приток — река Ури.

## История
Возможно, реку Дон как Девона (греч. Δηουανα — богиня) впервые упомянул Птолемей Александрийский, живший во II веке.
Ни Птолемей ни Ричард Серенстер не упоминают реку Дон, в отличие от рек Diva (Ди) и Ituna (Йтан) в области Тайхали. В позднее время, с появлением города с самоуправлением река Дон называется Аква Бореалис.
Военачальник Антонина Пия Лоллий Урбик пересёк Дон возле Инверури, миновал Харлав и Питскарри (приход Chapel of Garioch), где позже рядом с этими местами разместился римский гарнизон, связав Питеркюте и Глен-мэйлен.
Между реками Дон и Ури, к востоку от Бенахе сохранилась римская дорога Maiden Causeway, ведшая к форту на холме.

## Флора и фауна
В XIX веке в реке Дон водилось много осетра.